# Вулпешти (Олт)
Вулпешти (рум. Vulpești) насеље је у Румунији у округу Олт у општини Добротеаса. Oпштина се налази на надморској висини од 254 m.

## Становништво
Према подацима из 2002. године у насељу је живело 142 становника, од којих су сви румунске националности.